# James Coburn
James Harrison Coburn jr. (Laurel, 31 augustus 1928 – Beverly Hills, 18 november 2002) was een Amerikaans filmacteur. Ook regisseerde hij ooit de aflevering Irving the Explainer, van de televisieserie The Rockford Files (1977). In 1978 schreef hij mee aan de film Circle of Iron, met onder meer David Carradine en Christopher Lee in de hoofdrollen. In 2001 produceerde hij de televisie-miniserie The Mists of Avalon, waarvoor hij in 2002 een Emmy-nominatie ontving.
Hij werd bekend als de "harde jongen" in een serie films waaronder de spionagefilm Our Man Flint en de western The Magnificent Seven.
Hij deed in de jaren 90 mee aan films zoals Young Guns II, Sister Act 2: Back in the Habit, Maverick, The Nutty Professor, Eraser en The Cherokee Kid. Voor zijn rol als de vader van hoofdrolspeler Nick Nolte in de film Affliction, ontving hij een Oscar voor beste mannelijke bijrol in 1998.
Hij overleed op 74-jarige leeftijd thuis aan een hartaanval.
Van 22 oktober 1993 tot aan zijn dood was hij getrouwd met Paula O'Hara. Van 1959 tot 1979 was hij getrouwd met Beverly Kelly. Uit dit huwelijk werden een zoon en een dochter geboren.

## Filmografie
- Studio One Televisieserie - Sam (Afl., The Night America Trembled, 1957)
- Suspicion Televisieserie - Carson (Afl., The Voice in the Night, 1958)
- General Electric Theater Televisieserie - Claude Firman (Afl., Ah There, Beau Brummel, 1958)
- The Rifleman Televisieserie - Cy Parker (Afl., Young Englishman, 1958)
- Disneyland Televisieserie - Mexicaanse politie (Afl., Four Down and Five Lives to Go, 1958, niet op aftiteling)
- Alfred Hitchcock Presents Televisieserie - Andrews (Afl., The Jokester, 1958)
- Tales of Wells Fargo Televisieserie - Idaho (Afl., Butch Cassidy, 1958)
- The Restless Gun Televisieserie - Tom Quinn (Afl., The Way Back, 1958)
- Wagon Train Televisieserie - Ike (Afl., The Millie Davis Story, 1958)
- Ride Lonesome (1959) - Whit
- Trackdown Televisieserie - Joker Wells (Afl., Hard Lines, 1959)
- State Trooper Televisieserie - Dobie (Afl., Hard Money, Soft Touch, 1959)
- Black Saddle Televisieserie - Niles (Afl., Client: Steele, 1959)
- Bonanza Televisieserie - Pete Jessup (Afl., The Truckee Strip, 1959)
- The Restless Gun Televisieserie - Vestry (Afl., The Pawn, 1959)
- M Squad Televisieserie - Mr. Blacker (Afl., The Fire Makers, 1959)
- The Rough Riders Televisieserie - Judson (Afl., Deadfall, 1959)
- The Californians Televisieserie - Anthony Wayne (Afl., One Ton of Peppercorns, 1959|An Act of Faith, 1959)
- Face of a Fugitive (1959) - Purdy
- Johnny Ringo Televisieserie - Moss Taylor (Afl., The Arrival, 1959)
- Tombstone Territory Televisieserie - Gunfighter (Afl., The Gunfighter, 1959)
- Disneyland Televisieserie - Jack - Outlaw Leader (Afl., Elfego Baca: Move Along, Mustangers, 1959|Elfego Baca: Mustang Man, Mustang Maid, 1959)
- Dead or Alive Televisieserie - Turner (Afl., Reunion for a Revenge, 1959)
- The Life and Legend of Wyatt Earp Televisieserie - Buckskin Frank Leslie (Afl., The Noble Outlaws, 1959)
- The DuPont Show with June Allyson Televisieserie - Floyd (Afl., The Girl, 1959)
- Dead or Alive Televisieserie - Jesse Holloway (Afl., The Kovack Affair, 1959)
- The Life and Legend of Wyatt Earp Televisieserie - Rol onbekend (Afl., The Clantons' Family Row, 1959)
- Bat Masterson Televisieserie - Polk Otis (Afl., The Black Pearls, 1959)
- Bronco Televisieserie - Adam Coverly (Afl., Payroll of the Dead, 1959)
- Have Gun - Will Travel Televisieserie - Jack Harvey (Afl., One Came Back, 1959)
- Zane Grey Theater Televisieserie - Jess Newton (Afl., A Thread of Respect, 1959)
- Alfred Hitchcock Presents Televisieserie - Union Soldier (Afl., An Occurrence at Owl Creek Bridge, 1959)
- The Millionaire Televisieserie - Bennet (Afl., Millionaire Timothy Mackail, 1959)
- The Texan Televisieserie - Cal Gruder (Afl., Friend of the Family, 1960)
- Bronco Televisieserie - Jesse James (Afl., Shadow of Jesse James, 1960)
- Wichita Town Televisieserie - Wally (Afl., Afternoon in Town, 1960)
- Bat Masterson Televisieserie - Leo Talley (Afl., Six Feet of Gold, 1960)
- Sugarfoot Televisieserie - Rome Morgan (Afl., Blackwater Swamp, 1960)
- Men Into Space Televisieserie - Dr. Narry (Afl., Contraband, 1960)
- Bourbon Street Beat Televisieserie - Buzz Griffin (Afl., Target of Hate, 1960)
- Have Gun - Will Travel Televisieserie - Bill Sledge (Afl., The Gladiators, 1960)
- Peter Gunn Televisieserie - Bud Bailey (Afl., The Murder Clause, 1960)
- The Deputy Televisieserie - Coffer (Afl., The Truly Yours, 1960)
- Tate Televisieserie - Jory (Afl., Home Town, 1960)
- Richard Diamond, Private Detective Televisieserie - Rol onbekend (Afl., Coat of Arms, 1960)
- Lawman Televisieserie - Blake Carr (Afl., The Showdown, 1960)
- Dead or Alive Televisieserie - Howard Caflett (Afl., The Trial, 1960)
- Death Valley Days Televisieserie - Rol onbekend (Afl., Pamela's Oxen, 1960)
- Zane Grey Theater Televisieserie - Doyle (Afl., Desert Flight, 1960)
- The Magnificent Seven (1960) - Britt
- Lawman Televisieserie - Rol onbekend (Afl., The Catcher, 1960)
- Klondike Televisieserie - Jeff Durain (Afl. onbekend, 1960-1961)
- King of Diamonds Televisieserie - Rol onbekend (Afl., Backlash, 1961)
- The Aquanauts Televisieserie - Joe Casey (Afl., River Gold, 1961)
- The Detectives Starring Robert Taylor Televisieserie - Duke Hawkins (Afl., The Frightened Ones, 1961)
- Stagecoach West Televisieserie - Sam Murdock (Afl., Come Home Again, 1961)
- The Tall Man Televisieserie - John Miller (Afl., The Best Policy, 1961)
- The Untouchables Televisieserie - Dennis Garrity (Afl., The Jamaica Ginger Story, 1961)
- Bonanza Televisieserie - Ross Marquette (Afl., The Dark Gate, 1961)
- Outlaws Televisieserie - Culley Scott (Afl., Culley, 1961)
- Acapulco Televisieserie - Gregg Miles (Afl. onbekend, 1961)
- Laramie Televisieserie - Gil Spanner (Afl., The Mark of the Maneaters, 1961)
- The Brothers Brannagan Televisieserie - Dell (Afl., Death Is not Deductible, 1961)
- Perry Mason Televisieserie - Donald (Afl., The Case of the Envious Editor, 1961)
- Frontier Justice Televisieserie - Jess Newton (Afl., A Thread of Respect, 1961)
- Cheyenne Televisieserie - Deputy Sheriff Kell (Afl., Trouble Street, 1961)
- The Rifleman Televisieserie - Ambrose (Afl., The High Country, 1961)
- Cain's Hundred Televisieserie - Arthur Troy (Afl., Blues for a Junkman, 1962)
- Rawhide Televisieserie - Colonel Matthew Briscoe (Afl., The Hostage Child, 1962)
- Checkmate Televisieserie - Grescg (Afl., A Chant of Silence, 1962)
- The Dick Powell Show Televisieserie - Charlie Allnut (Afl., Safari, 1962)
- Perry Mason Televisieserie - General Addison Brand (Afl., The Case of the Angry Astronaut, 1962)
- Bonanza Televisieserie - Elmer Trace (Afl., The Long Night, 1962)
- Tales of Wells Fargo Televisieserie - Ben Crider (Afl., The Wayfarers, 1962)
- Naked City Televisieserie - Harry Brind (Afl., Hoodbye Mama, Hello Auntie Maud, 1962)
- Hell Is for Heroes (1962) - Cpl. Henshaw
- Ripcord Televisieserie - Bert Tucker (Afl., Double Drop, 1962)
- Stoney Burke Televisieserie - Jamison (Afl., The Test, 1963)
- The Great Escape (1963) - Flying Officer Louis Sedgwick 'The Manufacturer'
- Combat! Televisieserie - Corporal Arnold Kanger (Afl., Masquerade, 1963)
- The Greatest Show on Earth Televisieserie - Kelly (Afl., Uncaged, 1963)
- The Eleventh Hour Televisieserie - Steve Kowlowski (Afl., Oh, You Shouldn't Have Done It, 1963)
- The Twilight Zone Televisieserie - French (Afl., The Old Man in the Cave, 1963)
- Charade (1963) - Tex Panthollow
- The Man from Galveston (1963) - Boyd Palmer
- Kings of the Sun (1963) - Verteller (Niet op aftiteling)
- Route 66 Televisieserie - Hamar Nielsen (Afl., Kiss the Monster - Make Him Sleep, 1964)
- The Defenders Televisieserie - Earl Chafee (Afl., The Man Who Saved His Country, 1964)
- The Americanization of Emily (1964) - Lt. Commander 'Bus' Cummings
- A High Wind in Jamaica (1965) - Zac
- Major Dundee (1965) - Samuel Potts
- The Loved One (1965) - Immigration Officer
- Our Man Flint (1966) - Derek Flint
- What Did You Do in the War, Daddy? (1966) - Lieutenant Christian
- Dead Heat on a Merry-Go-Round (1966) - Eli Kotch
- In Like Flint (1967) - Derek Flint
- Waterhole #3 (1967) - Lewton Cole
- The President's Analyst (1967) - Dr. Sidney Schaefer
- Duffy (1968) - Duffy
- Candy (1968) - Dr. A.B. Krankheit
- Hard Contract (1968) - John Cunningham
- Last of the Mobile Hot Shots (1970) - Jeb
- Bracken's World Televisieserie - Cameo (Afl., Fallen, Fallen Is Babylon, 1970)
- A Fistful of Dynamite (1971) Sean Mallory
- The Carey Treatment (1972) - Dr. Peter Carey
- The Honkers (1972) - Lew Lathrop
- Una ragione per vivere e una per morire (1972) - Col. Pembroke
- Pat Garrett and Billy the Kid (1973) - Sheriff Pat Garrett
- The Last of Sheila (1973) - Clinton Green
- Harry in Your Pocket (1973) - Harry
- The Internecine Project (1974) - Robert Elliot
- Bite the Bullet (1975) - Luke Matthews
- Hard Times (1975) - Spencer 'Speed' Weed
- Sky Riders (1976) - Jim McCabe
- The Last Hard Men (1976) - Zach Provo
- Midway (1976) - Capt. Vinton Maddox
- Cross of Iron (1977) - Unteroffizier/Feldwebel Rolf Steiner
- The Dain Curse (Mini-serie, 1978) - Hamilton Nash
- California Suite (1979) - Pilot in Diana Barrie's film on airplane
- Firepower (1979) - Jerry Fanon/Eddie
- The Muppet Movie (1979) - El Sleezo Cafe Owner
- Goldengirl (1979) - Jack Dryden
- Superstunt II (Televisiefilm, 1980) - Rol onbekend
- The Baltimore Bullet (1980) - Nick Casey
- Loving Couples (1980) - Walter
- Mr. Patman (1980) - Patman
- High Risk (1981) - Serrano
- Jacqueline Susann's Valley of the Dolls (Mini-serie, 1981) - Henry Bellamy
- The Fall Guy Televisieserie - Zichzelf (Afl., The Fall Guy: Part 1 & 2, 1981)
- Saturday Night Live Televisieserie - Presentator (Afl., James Coburn/Lindsey Buckingham, 1982)
- Digital Dreams (Televisiefilm, 1983) - Rol onbekend
- Malibu (Televisiefilm, 1983) - Tom Wharton
- Martin's Day (1984) - Lt. Lardner
- Faerie Tale Theatre Televisieserie - The Gypsy (Afl., Pinocchio, 1984)
- Draw! (Televisiefilm, 1984) - Sam Starret
- Sins of the Father (Televisiefilm, 1985) - Frank Murchison
- Death of a Soldier (1986) - Maj. Patrick Dannenberg
- Call from Space (1989) - Rol onbekend
- Train to Heaven (1990) - Gregorius
- Young Guns II (1990) - John Chisum
- Hudson Hawk (1991) - George Kaplan
- Silverfox (Televisiefilm, 1991) - Robert Fox
- Crash Landing: The Rescue of Flight 232 (Televisiefilm, 1992) - Jim Hathaway
- True Facts (Televisiefilm, 1992) - Rol onbekend
- The Fifth Corner Televisieserie - Dr. Grandwell (Afl. onbekend, 1992)
- Murder, She Wrote Televisieserie - Cyrus Ramsey (Afl., Day of the Dead, 1992)
- Mastergate (Televisiefilm, 1992) - Major Manley Battle
- Deadfall (1993) - Mike Dolan/Lou Dolan
- Captain Planet and the Planeteers Televisieserie - Looten Plunder (Afl. onbekend, 1990-1993, stem)
- The Hit List (Televisiefilm, 1993) - Peter Mayhew
- Sister Act 2: Back in the Habit (1993) - Mr. Crisp
- Ray Alexander: A Taste for Justice (Televisiefilm, 1994) - Jeffrey Winslow
- Maverick (1994) - Commodore Duvall
- Greyhounds (Televisiefilm, 1994) - Rol onbekend
- C.E.O. (Computerspel, 1995) - Dwight Owen Barnes
- The Set Up (1995) - Jeremiah Cole
- The Avenging Angel (Televisiefilm, 1995) - Porter Rockwell
- Ray Alexander: A Menu for Murder (Televisiefilm, 1995) - Jeffrey Winslow
- Picket Fences Televisieserie - Walter Brock (Afl., Upbringings, 1995)
- Skeletons (1996) - Frank Jove
- Eraser (1996) - Chief Beller WITSEC
- The Nutty Professor (1996) - Harlan Hartley
- Okavango: Africa's Savage Oasis (Televisiefilm, 1996) - Verteller
- The Cherokee Kid (Televisiefilm, 1996) - Cyrus B. Bloomington
- Profiler Televisieserie - Charles Vanderhorn (Afl., Shadow of Angels: Part 1 & 2, 1997)
- The Second Civil War (Televisiefilm, 1997) - Jack Buchan
- Keys to Tulsa (1997) - Harmon Shaw
- Affliction (1997) - Glen Whitehouse
- Stories from My Childhood Televisieserie - Rol onbekend (Afl., Wild Swans, 1998, stem)
- Mr. Murder (Televisiefilm, 1998) - Drew Oslett, Sr.
- Vengeance Unlimited Televisieserie - Boone Paladin (Afl., Judgment, 1999, stem, niet op aftiteling)
- Payback (1999) - Justin Fairfax (Niet op aftiteling)
- Noah's Ark (Televisiefilm, 1999) - Peddler
- Shake, Rattle and Roll: An American Love Story (Televisiefilm, 1999) - Morris Gunn
- Dale's All Stars Televisieserie - Zichzelf (Afl. onbekend, 2000)
- The Good Doctor (2000) - Dr. Samuel Roberts
- Missing Pieces (Televisiefilm, 2000) - Atticus Cody
- Intrepid (2000) - Captain Hal Josephson
- Proximity (2001) - Jim Corcoran
- Texas Rangers (2001) - Verteller (Stem, niet op aftiteling)
- The Yellow Bird (2001) - Rev. Increase Tutwiler
- Walter and Henry (Televisiefilm, 2001) - Charlie
- The Man from Elysian Fields (2001) - Alcott
- Monsters, Inc. (2001) - Henry J. Waternoose (Stem)
- Snow Dogs (2002) - James 'Thunder Jack' Johnson
- American Gun (2002) - Martin Tillman
- Arli$$ Televisieserie - Slaugterhouse Sid Perelli (Afl., The Immortal, 2002)
- Payback: Straight Up - The Director's Cut (Televisiefilm, 2006) - Justin Fairfax